# Abdoulaye Diallo (judo)
Pour les articles homonymes, voir Abdoulaye Diallo et Diallo.
Abdoulaye Diallo, né le 1er juin 1951, est un judoka guinéen.

## Carrière
Il participe aux Jeux olympiques d'été de 1980 à Moscou et aux Jeux olympiques d'été de 1984 à Los Angeles. Lors de ces derniers Jeux, il est le porte-drapeau de la délégation guinéenne lors de la cérémonie d'ouverture.[réf. nécessaire]